# Червенокоремен гвенон
Червенокоремен гвенон (Cercopithecus erythrogaster) е вид бозайник от семейство Коткоподобни маймуни (Cercopithecidae). Видът е световно застрашен, със статут Уязвим.

## Разпространение
Разпространен е в Бенин, Нигерия и Того.